# Parafia Podwyższenia Krzyża Świętego i Najświętszej Maryi Panny Matki Kościoła w Mogielnicy
Parafia Podwyższenia Krzyża Świętego i Najświętszej Maryi Panny Matki Kościoła w Mogielnicy – parafia rzymskokatolicka znajdująca się w diecezji rzeszowskiej w dekanacie Boguchwała.